# Badminton 2025
Höhepunkte des Badmintonjahres 2025 waren die Weltmeisterschaft, der Sudirman Cup und die World University Games.

## Jahresterminkalender
| KW | Datum                      | Veranstaltung                                       | Ort                 | Kategorie                                       |
| -- | -------------------------- | --------------------------------------------------- | ------------------- | ----------------------------------------------- |
| 2  | 7. – 12. Januar            | Malaysia Open                                       | Kuala Lumpur        | BWF Super 1000                                  |
| 2  | 9. – 12. Januar            | Estonian International                              | Tallinn             | International Series                            |
| 3  | 14. – 19. Januar           | India Open                                          | Neu-Delhi           | BWF World Tour Super 750                        |
| 3  | 16. – 19. Januar           | Swedish Open                                        | Uppsala             | International Series                            |
| 3  | 17. – 19. Januar           | Scottish International Masters                      | Glasgow             | 35+, 40+, 45+, 50+, 55+, 60+, 65+, 70+          |
| 4  | 21. – 26. Januar           | Indonesia Masters                                   | Jakarta             | BWF World Tour Super 500                        |
| 4  | 21. – 26. Januar           | Egypt Para Badminton International                  | Kairo               | Level 2                                         |
| 4  | 23. – 26. Januar           | Iceland International                               | Reykjavík           | Future Series                                   |
| 4  | 23. – 26. Januar           | Iran Juniors                                        | Semnan              | Junior International Series                     |
| 4  | 24. – 26. Januar           | French International Borders                        | Schiltigheim        | U11, U13, U15                                   |
| 4  | 25. – 26. Januar           | Kroatische Meisterschaft                            | Čakovec             | Nationale Meisterschaft                         |
| 5  | 30. Januar – 1. Februar    | Estnische Meisterschaft                             | Tartu               | Nationale Meisterschaft                         |
| 5  | 30. Januar – 1. Februar    | Finnische Meisterschaft                             | Vantaa              | Nationale Meisterschaft                         |
| 5  | 28. Januar – 2. Februar    | Iran International                                  | Semnan              | International Challenge                         |
| 5  | 28. Januar – 2. Februar    | Thailand Masters                                    | Bangkok             | BWF World Tour Super 300                        |
| 5  | 30. Januar – 2. Februar    | Deutsche Meisterschaft                              | Cloppenburg         | Nationale Meisterschaft                         |
| 5  | 31. Januar – 2. Februar    | Schottische Meisterschaft                           | Glasgow             | Nationale Meisterschaft                         |
| 5  | 31. Januar – 2. Februar    | Tschechische Meisterschaft                          | Pardubice           | Nationale Meisterschaft                         |
| 5  | 31. Januar – 2. Februar    | Niederländische Meisterschaft                       | Nieuwegein          | Nationale Meisterschaft                         |
| 5  | 31. Januar – 2. Februar    | Lettische Meisterschaft                             | Ķekava              | Nationale Meisterschaft                         |
| 5  | 31. Januar – 2. Februar    | Österreichische Meisterschaft                       | Mödling             | Nationale Meisterschaft                         |
| 5  | 31. Januar – 2. Februar    | Französische Meisterschaft                          | Chambly             | Nationale Meisterschaft                         |
| 5  | 31. Januar – 2. Februar    | Spanish U15 Open                                    | Benalmádena         | U15                                             |
| 5  | 31. Januar – 2. Februar    | Bayjonn Premium Open Cup Sopot                      | Sopot               | 25+,30+,35+,40+,45+,50+,55+,60+,65+,70+,75+,80+ |
| 5  | 31. Januar – 2. Februar    | Spanish U17 Open                                    | Benalmádena         | U17 International Challenge                     |
| 5  | 1. – 2. Februar            | Englische Meisterschaft                             | Nottingham          | Nationale Meisterschaft                         |
| 5  | 1. – 2. Februar            | Slowenische Meisterschaft                           | Ljubljana           | Nationale Meisterschaft                         |
| 5  | 1. – 2. Februar            | Irische Meisterschaft                               | Dublin              | Nationale Meisterschaft                         |
| 5  | 1. – 2. Februar            | Schweizer Meisterschaft                             | Genf                | Nationale Meisterschaft                         |
| 5  | 30. Januar – 4. Februar    | Indische Nationalspiele                             | Dehradun            | Nationale Meisterschaft                         |
| 6  | 5. – 8. Februar            | Dänische Meisterschaft                              | Sønderborg          | Nationale Meisterschaft                         |
| 6  | 8. – 9. Februar            | Maltesische Meisterschaft                           | Kirkop              | Nationale Meisterschaft                         |
| 6  | 8. – 9. Februar            | Luxemburgische Meisterschaft                        | Junglinster         | Nationale Meisterschaft                         |
| 6  | 6. – 9. Februar            | Hungarian Juniors                                   | Pécs                | Junior International Series                     |
| 7  | 10. – 12. Februar          | Mannschaftsozeanienmeisterschaft                    | Auckland            | Kontinentalmeisterschaft                        |
| 7  | 10. – 13. Februar          | Mannschaftsafrikameisterschaft                      | Douala              | Kontinentalmeisterschaft                        |
| 7  | 13. – 15. Februar          | France U17 Open                                     | Aire-sur-la-Lys     | U17 International Challenge                     |
| 7  | 11. – 16. Februar          | Mannschaftsasienmeisterschaft                       | Qingdao             | Kontinentalmeisterschaft                        |
| 7  | 12. – 16. Februar          | Mannschaftseuropameisterschaft                      | Baku                | BEC Event                                       |
| 7  | 13. – 16. Februar          | Mannschaftspanamerikameisterschaft                  | Aguascalientes      | Kontinentalmeisterschaft                        |
| 7  | 13. – 16. Februar          | Ozeanienmeisterschaft                               | Auckland            | Kontinentalmeisterschaft                        |
| 7  | 14. – 16. Februar          | Afrikameisterschaft                                 | Douala              | Kontinentalmeisterschaft                        |
| 8  | 18. – 23. Februar          | Singapur International                              | Singapur            | International Challenge                         |
| 8  | 19. – 23. Februar          | Uganda International                                | Kampala             | International Challenge                         |
| 8  | 21. – 23. Februar          | Italian Juniors                                     | Mailand             | Junior International Challenge                  |
| 9  | 24. – 26. Februar          | Uganda Juniors                                      | Kampala             | Junior Future Series                            |
| 9  | 25. Februar – 2. März      | Sri Lanka International                             | Colombo             | International Challenge                         |
| 9  | 25. Februar – 2. März      | German Open                                         | Mülheim an der Ruhr | BWF World Tour Super 300                        |
| 9  | 26. Februar – 2. März      | Dutch Juniors                                       | Haarlem             | Junior International Grand Prix                 |
| 10 | 4. – 9. März               | Orléans Masters                                     | Orléans             | BWF World Tour Super 300                        |
| 10 | 4. – 9. März               | Spanish Para Badminton International II             | Vitoria             | Level 2                                         |
| 10 | 5. – 9. März               | Portugal International                              | Caldas da Rainha    | International Series                            |
| 10 | 5. – 9. März               | German Juniors                                      | Mülheim an der Ruhr | Junior International Grand Prix                 |
| 10 | 7. – 9. März               | Hungarian U17 International                         | Cegléd              | U17 International Series                        |
| 11 | 11. – 16. März             | All England                                         | Birmingham          | BWF World Tour Super 1000                       |
| 11 | 11. – 16. März             | Ruichang China Masters                              | Ruichang            | BWF Tour Super 100                              |
| 11 | 11. – 16. März             | Spanish Para Badminton International I              | Toledo              | Level 1                                         |
| 11 | 12. – 16. März             | Giraldilla International                            | Havanna             | Future Series                                   |
| 11 | 13. – 16. März             | Dutch International                                 | Wateringen          | International Series                            |
| 11 | 13. – 16. März             | Polish U17 International                            | Suwałki             | U17 International Grand Prix                    |
| 11 | 14. – 16. März             | Spanish Junior Open                                 | Oviedo              | Junior International Series                     |
| 11 | 14. – 16. März             | Multi Alarm Youth International 2025                | Pécs                | U13, U15                                        |
| 12 | 18. – 23. März             | Swiss Open                                          | Basel               | BWF World Tour Super 300                        |
| 12 | 19. – 23. März             | Polish Open                                         | Łódź                | International Challenge                         |
| 13 | 25. – 30. März             | Vietnam International Challenge                     | Hanoi               | International Challenge                         |
| 13 | 25. – 30. März             | Spain Masters                                       | Madrid              | BWF World Tour Super 300                        |
| 13 | 29. – 30. März             | Ungarische Meisterschaft                            | Cegléd              | Nationale Meisterschaft                         |
| 14 | 3. – 5. April              | Czech U17 International                             | Český Krumlov       | U17 International Challenge                     |
| 14 | 1. – 6. April              | Phuket International                                | Phuket              | International Series                            |
| 14 | 3. – 6. April              | Alpes International U19                             | Voiron              | Junior International Challenge                  |
| 15 | 6. – 12. April             | Gymnasiade                                          | Zlatibor            | U15                                             |
| 15 | 10. – 13. April            | Youth International Trenčín                         | Trenčín             | U9, U11, U13, U15                               |
| 15 | 10. – 13. April            | Valamar Juniors                                     | Dubrovnik           | Junior International Challenge                  |
| 15 | 8. – 13. April             | Europameisterschaft                                 | Horsens             | BEC Event                                       |
| 15 | 8. – 13. April             | Czechia Para Badminton International                | Prag                | Level 3                                         |
| 16 | 18. – 20. April            | JOT U17                                             | Edegem              | U17 International Challenge                     |
| 17 | 22. – 24. April            | Refrath Cup                                         | Bergisch Gladbach   | U15                                             |
| 17 | 24. – 27. April            | Malta International                                 | Cospicua            | Future Series                                   |
| 17 | 25. – 27. April            | Cyprus Juniors                                      | Nikosia             | Junior International Series                     |
| 17 | 25. – 27. April            | Bozner Cup                                          | Bozen               | U17 International Series                        |
| 17 | 27. April – 4. Mai         | Sudirman Cup                                        | Xiamen              | BWF Event                                       |
| 18 | 1. – 4. Mai                | Luxembourg Open                                     | Luxemburg           | International Series                            |
| 18 | 2. – 4. Mai                | Austrian Senior Open                                | St. Pölten          | Senior                                          |
| 18 | 2. – 4. Mai                | Austrian U17 Open                                   | Dornbirn            | U17 International Grand Prix                    |
| 19 | 6. – 11. Mai               | Taipei Open                                         | Taipeh              | BWF World Tour Super 300                        |
| 19 | 6. – 11. Mai               | Dubai Para Badminton International                  | Dubai               | Level 2                                         |
| 19 | 5. – 10. Mai               | World Teacher Games                                 | Toulon              | Multisport                                      |
| 19 | 7. – 10. Mai               | Slovak Open                                         | Bratislava          | Future Series                                   |
| 19 | 6. – 11. Mai               | Guatemala Juniors                                   | Guatemala-Stadt     | Junior Future Series                            |
| 19 | 7. – 11. Mai               | Mexican International Challenge                     | Guadalajara         | International Challenge                         |
| 19 | 8. – 11. Mai               | Denmark International                               | Farum               | International Challenge                         |
| 19 | 8. – 11. Mai               | Bulgaria U17 International                          | Swilengrad          | U17 International Series                        |
| 20 | 12. – 15. Mai              | Bulgarian Juniors                                   | Swilengrad          | Junior International Series                     |
| 20 | 14. – 17. Mai              | Kanadische Meisterschaft                            | Moncton             | Nationale Meisterschaft                         |
| 20 | 13. – 18. Mai              | Thailand Open                                       | Bangkok             | BWF World Tour Super 500                        |
| 20 | 13. – 18. Mai              | Bahrain Para Badminton International                | Manama              | Level 2                                         |
| 20 | 14. – 18. Mai              | Réunion Open                                        | St. Denis           | International Challenge                         |
| 20 | 14. – 18. Mai              | Slovenia Open                                       | Maribor             | International Series                            |
| 20 | 16. – 18. Mai              | Adria Youth International                           | Opatija             | U9, U11, U13, U15                               |
| 20 | 16. – 18. Mai              | Adria U17 International                             | Opatija             | U17 International Challenge                     |
| 21 | 20. – 25. Mai              | Malaysia Masters                                    | Kuala Lumpur        | BWF World Tour Super 500                        |
| 21 | 22. – 25. Mai              | Austrian Open                                       | Graz                | International Series                            |
| 22 | 27. – 1. Juni              | Singapore Open                                      | Singapur            | BWF World Tour Super 750                        |
| 22 | 28. – 31. Mai              | Bonn International                                  | Bonn                | Future Series                                   |
| 22 | 29. Mai – 1. Juni          | Czech Youth International                           | Prag                | U9, U11, U13, U15                               |
| 22 | 30. Mai – 1. Juni          | 3 Borders International                             | Saint Louis         | Junior International Series                     |
| 22 | 30. Mai – 1. Juni          | Polish Masters U17                                  | Białystok           | U17 International Challenge                     |
| 23 | 3. – 8. Juni               | Indonesia Open                                      | Jakarta             | BWF Super 1000                                  |
| 23 | 6. – 8. Juni               | Spanish International U19                           | Alicante            | Junior International Series                     |
| 23 | 4. – 9. Juni               | Guaraní Open                                        | Lambaré             | Future Series                                   |
| 23 | 6. – 9. Juni               | German U17 Open                                     | Bergisch Gladbach   | U17 International Challenge                     |
| 24 | 10. – 15. Juni             | Thailand Para Badminton International               | Pattaya             | Level 2                                         |
| 24 | 10. – 14. Juni             | Venezuela Open 2025                                 | Maracay             | Future Series                                   |
| 24 | 11. – 15. Juni             | Latvia International 2025                           | Riga                | Future Series                                   |
| 24 | 12. – 15. Juni             | Juniorenozeanienmeisterschaft 2023                  | Saipan              | Kontinentalmeisterschaft                        |
| 25 | 17. – 21. Juni             | Northern Marianas International                     | Saipan              | International Series                            |
| 25 | 18. – 21. Juni             | Serbian Youth International                         | Novi Sad            | U9, U11, U13, U15                               |
| 25 | 19. – 22. Juni             | Czech International Future Series                   | České Budějovice    | Future Series                                   |
| 25 | 20. – 22. Juni             | Serbian U17 International                           | Novi Sad            | U17 International Grand Prix                    |
| 26 | 24. – 29. Juni             | US Open                                             | Council Bluffs      | BWF Super 300                                   |
| 26 | 24. – 29. Juni             | El Salvador Juniors                                 | San Salvador        |                                                 |
| 26 | 25. – 29. Juni             | Italian Open                                        | Bozen               | International Series                            |
| 26 | 26. – 29. Juni             | Bulgarian Junior Open                               | Pasardschik         | Junior International Challenge                  |
| 26 | 26. – 29. Juni             | Liepāja Beach U17                                   | Liepāja             | U17 International Series                        |
| 27 | 1. – 5. Juli               | Santo Domingo Juniors                               | Santo Domingo       | Junior Future Series                            |
| 27 | 1. – 6. Juli               | Malaysian Juniors                                   | Kangar              | Junior International Challenge                  |
| 27 | 1. – 6. Juli               | Canada Open                                         | Calgary             | BWF Super 500                                   |
| 27 | 1. – 6. Juli               | Uganda Para Badminton International                 | Kampala             | Level 3                                         |
| 27 | 3. – 6. Juli               | Nouvelle-Aquitaine Future Series                    | Pessac              | Future Series                                   |
| 27 | 3. – 6. Juli               | U17 Bulgaria Open                                   | Pasardschik         | U17 International Challenge                     |
| 28 | 9. – 13. Juli              | Istanbul U17 Open                                   | Istanbul            | U17 International Challenge                     |
| 29 | 10. – 18. Juli             | Juniorenpanamerikameisterschaft                     | Guatemala-Stadt     | Kontinentalmeisterschaft                        |
| 29 | 13. – 18. Juli             | Island Games                                        | Kirkwall            | Kontinentalmeisterschaft                        |
| 29 | 15. – 20. Juli             | Japan Open                                          | Tokio               | BWF Super 750                                   |
| 30 | 17. – 26. Juli             | World University Games                              | Mülheim an der Ruhr | Hochschulsport                                  |
| 30 | 21. – 26. Juli             | 4 Nations Para Badminton International              | Cardiff             | Level 1                                         |
| 30 | 20. – 26. Juli             | Europäisches Olympisches Jugendfestival             | Skopje              | Multisport                                      |
| 30 | 22. – 27. Juli             | China Open                                          | Changzhou           | BWF Super 1000                                  |
| 30 | 23. – 27. Juli             | Bolivia International                               | Sucre               | Future Series                                   |
| 30 | 24. – 27. Juli             | Turkey Juniors                                      | Istanbul            | Junior International Series                     |
| 31 | 29. – 3. August            | Macau Open                                          | Macau               | BWF Super 300                                   |
| 31 | 31. – 3. August            | All England Juniors                                 | Birmingham          | Junior International Series                     |
| 32 | 5. – 8. August             | Sri Lanka Juniors                                   | Dewalapola          | Junior International Series                     |
| 32 | 5. – 10. August            | Thailand International Series                       | Nakhon Ratchasima   | International Series                            |
| 32 | 5. – 10. August            | Northern Marianas Open                              | Saipan              | International Challenge                         |
| 32 | 8. – 10. August            | Ghana Juniors                                       | Accra               | Junior Future Series                            |
| 33 | 10. – 13. August           | Junioren-Panamerikaspiele                           | Asunción            | Kontinentalmeisterschaft                        |
| 33 | 12. – 16. August           | Saipan International                                | Saipan              | International Challenge                         |
| 33 | 12. – 17. August           | Peru Para Badminton International                   | Lima                | Level 2                                         |
| 33 | 12. – 17. August           | Ghana International                                 | Accra               | International Series                            |
| 33 | 12. – 17. August           | Malaysia International Challenge                    | Perak               | International Challenge                         |
| 33 | 12. – 17. August           | Thailand International Challenge                    | Nakhon Ratchasima   | International Challenge                         |
| 33 | 15. – 17. August           | French U17 International                            | Talence             | U17 International Series                        |
| 34 | 19. – 24. August           | India Juniors                                       | Hyderabad           | Junior International Series                     |
| 34 | 20. – 21. August           | World Transplant Games                              | Dresden             | Multisport                                      |
| 34 | 21. – 24. August           | Cameroon International                              | Yaoundé             | International Challenge                         |
| 34 | 22. – 24. August           | Danish Junior Cup                                   | Gentofte            | Junior International Series                     |
| 34 | 22. – 24. August           | Danish Junior Cup U17                               | Hvidovre            | U17 International Series                        |
| 35 | 25. – 31. August           | Weltmeisterschaft                                   | Paris               | BWF Event                                       |
| 35 | 29. – 31. August           | Irish Juniors                                       | Dublin              | Junior International Series                     |
| 36 | 2. – 7. September          | Baoji China Masters                                 | Baoji               | BWF Super 100                                   |
| 36 | 4. – 7. September          | Slovenia Future Series                              | Ljubljana           | Future Series                                   |
| 36 | 5. – 7. September          | Polish U19 Open 2024                                | Strzelce Opolskie   | Junior International Challenge                  |
| 36 | 10. – 13. September        | Lithuanian International                            | Kaunas              | Future Series                                   |
| 36 | 7. – 14. September         | Seniorenweltmeisterschaft                           | Pattaya             | BWF Event                                       |
| 37 | 12. – 14. September        | Slovenia Juniors                                    | Mirna               | Junior International Series                     |
| 37 | 9. – 14. September         | Vietnam Open                                        | Ho-Chi-Minh-Stadt   | BWF Super 100                                   |
| 37 | 9. – 14. September         | Hong Kong Open                                      | Hongkong            | BWF Super 500                                   |
| 38 | 16. – 21. September        | Indonesia Masters Super 10                          | Riau                | BWF Super 100                                   |
| 38 | 16. – 21. September        | China Masters                                       | Shenzhen            | BWF Super 750                                   |
| 38 | 16. – 21. September        | China Para Badminton International                  | Peking              | Level 2                                         |
| 38 | 19. – 21. September        | Belgian Juniors                                     | Herstal             | Junior International Series                     |
| 39 | 23. – 28. September        | Korea Open                                          | Seoul               | BWF Super 500                                   |
| 39 | 23. – 28. September        | Kaohsiung Masters                                   | Kaohsiung           | BWF Super 100                                   |
| 40 | 1. – 5. Oktober            | Dutch Open                                          | ’s-Hertogenbosch    | International Challenge                         |
| 40 | 2. – 5. Oktober            | Bulgarian International                             | Sofia               | Future Series                                   |
| 40 | 30. – 4. Oktober           | Badminton-Juniorenweltmeisterschaft Mixed Team 2025 | Guwahati            | BWF Event                                       |
| 40 | 30. – 5. Oktober           | Abu Dhabi Masters                                   | Abu Dhabi           | BWF Super 100                                   |
| 40 | 30. – 5. Oktober           | Abia State Para Badminton International             | Abia                | Level 3                                         |
| 41 | 6. – 12. Oktober           | Juniorenweltmeisterschaft                           | Guwahati            | BWF Event                                       |
| 41 | 7. – 12. Oktober           | Artic Open                                          | Vantaa              | BWF Super 500                                   |
| 41 | 8. – 12. Oktober           | Turkey International                                | Istanbul            | International Challenge                         |
| 42 | 14. – 19. Oktober          | Denmark Open                                        | Odense              | BWF Super 750                                   |
| 42 | 14. – 19. Oktober          | Malaysia Super 100                                  | Kuala Lumpur        | BWF Super 100                                   |
| 42 | 16. – 19. Oktober          | Czech Open                                          | Prag                | International Challenge                         |
| 43 | 21. – 26. Oktober          | Indonesia Masters Super 100 II                      | Medan               | BWF Super 100                                   |
| 43 | 21. – 26. Oktober          | French Open                                         | Cesson-Sévigné      | BWF Super 750                                   |
| 43 | 21. – 26. Oktober          | Australia Para Badminton International              | Bendigo             | Level 2                                         |
| 43 | 24. – 26. Oktober          | Luxembourg U17 International                        | Luxemburg           | U17 International Series                        |
| 44 | 28. Oktober – 2. November  | Hylo Open                                           | Saarbrücken         | BWF Super 300                                   |
| 44 | 28. Oktober – 2. November  | Indonesia Para Badminton International              | TBC                 | Level 1                                         |
| 45 | 4. – 9. November           | Korea Masters                                       | Gwangju             | BWF Super 300                                   |
| 46 | 11. – 16. November         | Japan Masters                                       | Kumamoto            | BWF Super 500                                   |
| 46 | 12. – 15. November         | Irish Open                                          | Dublin              | International Challenge                         |
| 46 | 14. – 16. November         | Spanish International U17                           | Blanca Dona         | U17                                             |
| 47 | 18. – 23. November         | Australian Open                                     | Sydney              | BWF Super 500                                   |
| 47 | 22. – 24. November         | Slovak Juniors                                      | Trenčín             | Junior International Series                     |
| 47 | 22. – 24. November         | Slovak Youth International                          | Trenčín             | U15                                             |
| 48 | 25. – 30. November         | Syed Modi International                             | Lucknow             | BWF Super 300                                   |
| 48 | 26. November – 5. Dezember | Junioreneuropameisterschaft                         | Ibiza               | BEC Event                                       |
| 49 | 2. – 7. Dezember           | Guwahati Masters                                    | Guwahati            | BWF Super 100                                   |
| 49 | 6. – 8. Dezember           | Spanish International U15                           | Blanca Dona         | U15                                             |
| 50 | 10. – 14. Dezember         | World Tour Finals                                   | Hangzhou            | BWF World Tour Finals                           |
| 50 | 12. – 15. Dezember         | Antalya Juniors                                     | Antalya             | Junior International Series                     |
| 50 | 12. – 15. Dezember         | Cyprus Youth International                          | Nikosia             | U13, U15                                        |
| 50 | 13. – 15. Dezember         | International Youth Badminton Tournament of Sigulda | Sigulda             | U13, U15, U21, Team Cup                         |
| 50 | 13. – 15. Dezember         | Portuguese Juniors                                  | Caldas da Rainha    | Junior International Series                     |
| 50 | 9. – 14. Dezember          | Odisha Masters                                      | Cuttack             | BWF Super 100                                   |
| 51 | 9. – 20. Dezember          | Südostasienspiele                                   | Bangkok             | Multisport                                      |
| 51 | 19. – 21. Dezember         | Estonian Youth International                        | Tartu               | U11 - U15                                       |
| 51 | 19. – 21. Dezember         | Estonian Juniors                                    | Tartu               | Junior International Series                     |